# Oude en Nieuwe Struiten

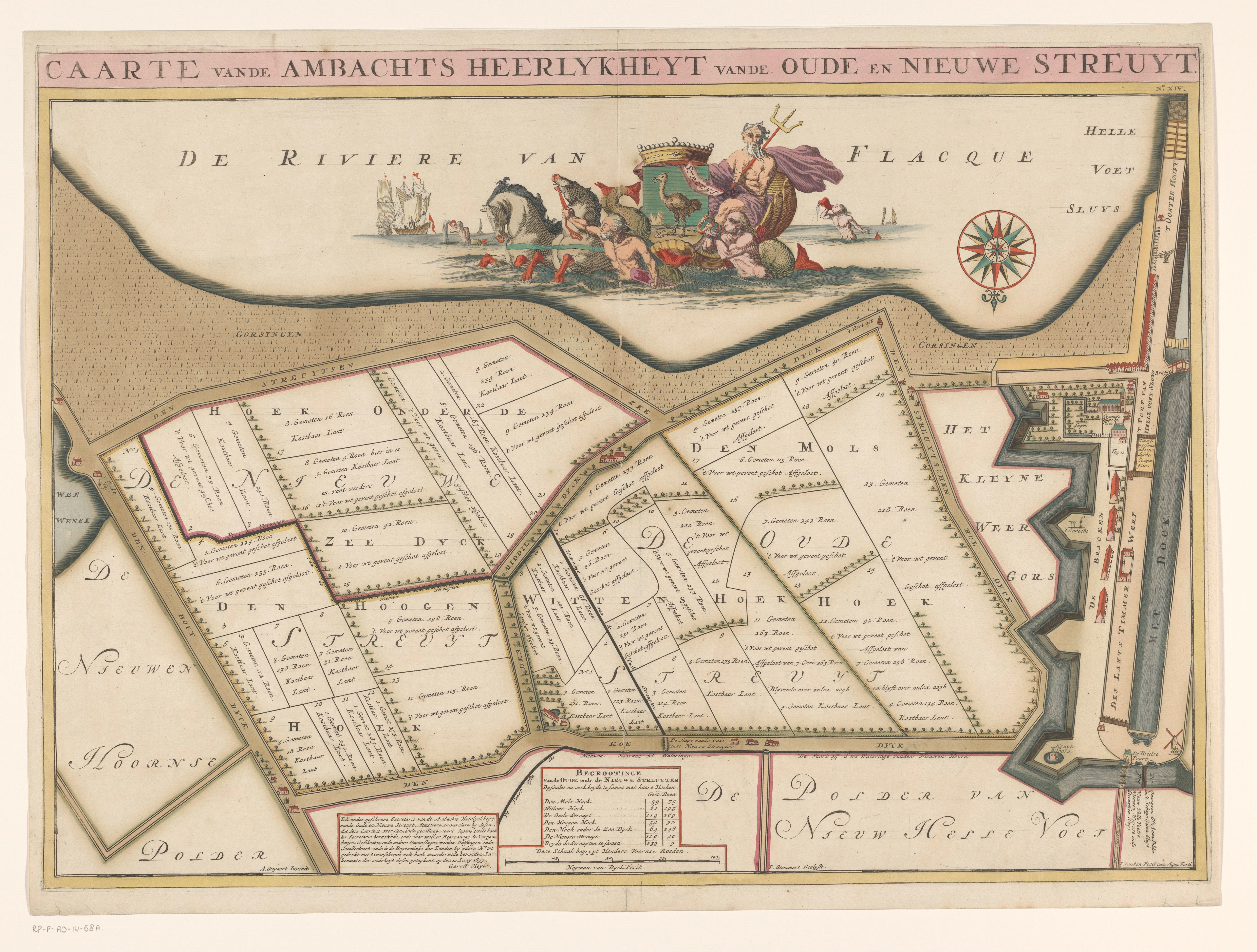
Oude en Nieuwe Struiten 1697

De Oude en Nieuwe Struiten is een voormalige Nederlandse gemeente die in 1855 bij Nieuw-Helvoet werd toegevoegd. 
De naam van het winkelcentrum in Hellevoetsluis genaamd de Struytse Hoeck herinnert hier nog aan, evenals de wijk de Struyten, de Struytse Zeedijk en de Struytse brug over het Kanaal door Voorne. 

## Afbeeldingen

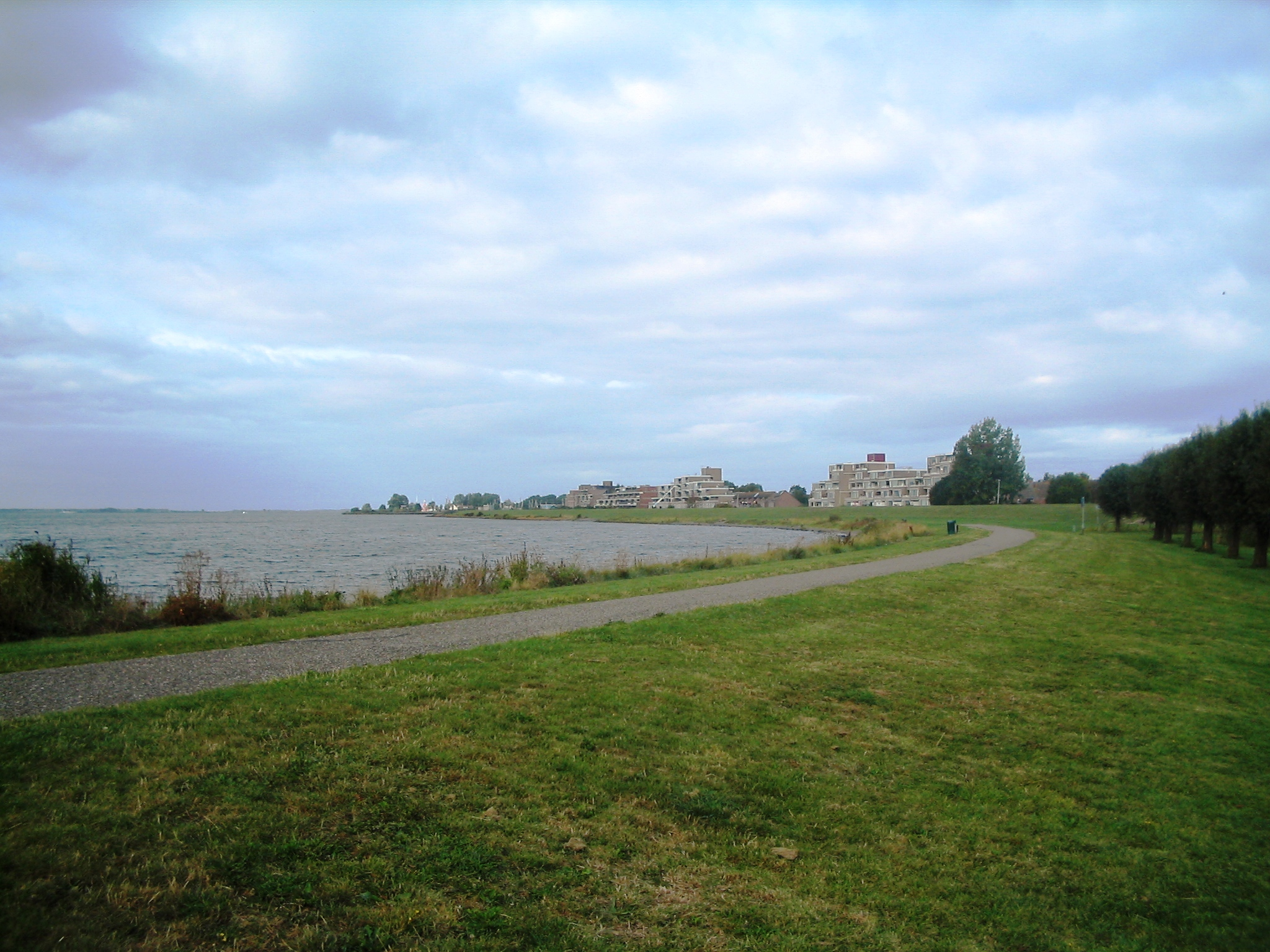
De Struytse Zeedijk
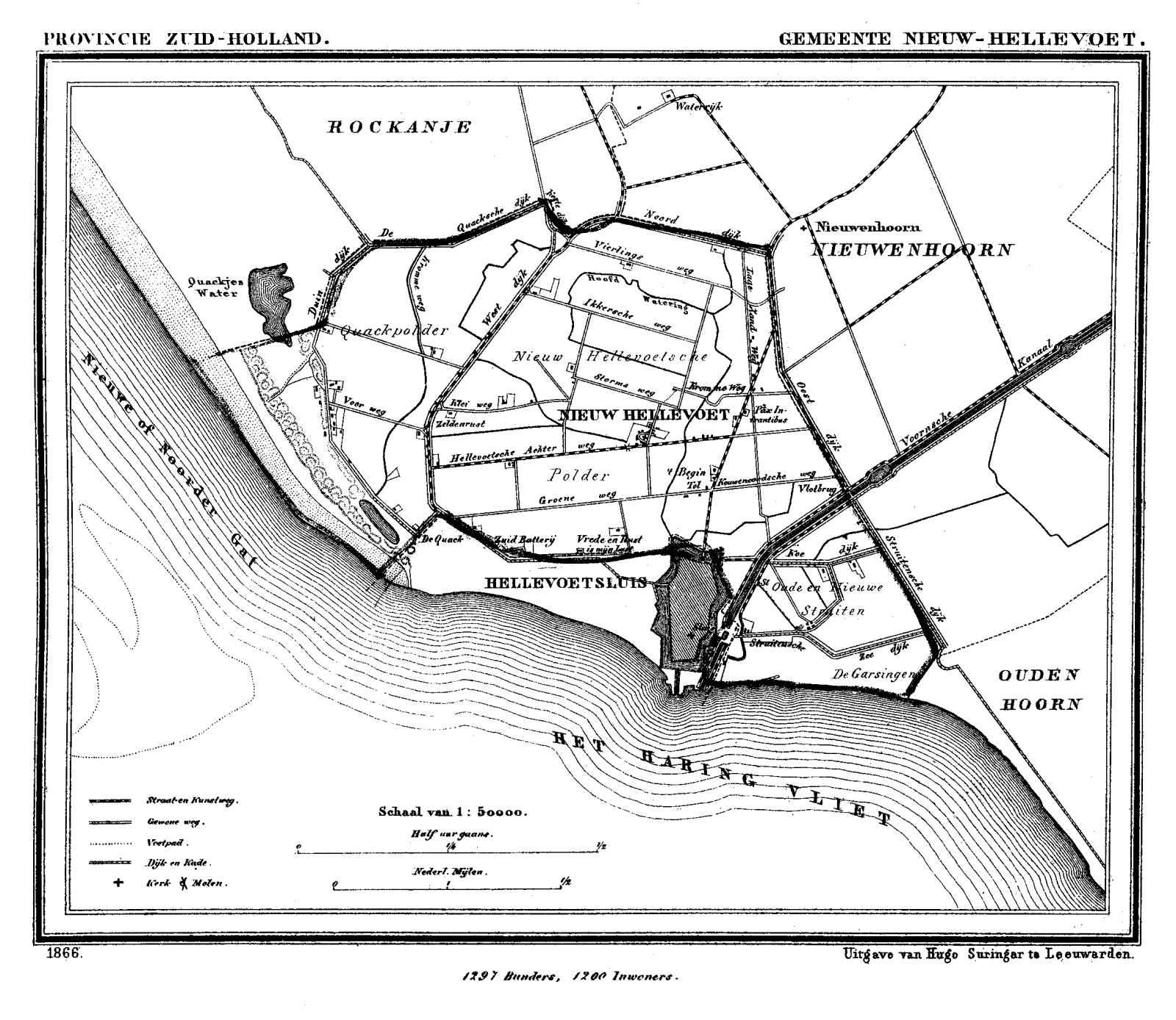
Oude en Nieuwe Struiten maakte deel uit van de gemeente Nieuw-Helvoet
Wapen